# Bařiny
Bařiny je přírodní rezervace severně od obce Bernartice nad Odrou v okrese Nový Jičín. Oblast spravuje AOPK ČR Správa CHKO Poodří. Důvodem ochrany jsou soustředěné přírodní hodnoty se zastoupením ekosystémů typických a významných pro oderský bioregion.